# Mount Sterling (Iowa)
Mount Sterling – miasto w Stanach Zjednoczonych, w stanie Iowa, siedziba hrabstwie Van Buren. W 2000 liczyło 40 mieszkańców.